# Чакмультун
Чакмультун, Chacmultún — руины города цивилизации майя. Находятся в Мексике в штате Юкатан, в 7 км к юго-западу от современного города Текаш. Здания оформлены в пуукском стиле. Руины названы по близлежащей деревне (оригинальное название неизвестно). Сохранились несколько групп зданий, расположенных зачастую на достаточно большом расстоянии друг от друга: центральная группа, рядом с ней — группа Чакмультун, далее на юге — группа Кабальпак и на востоке, на холме — группа Шет-Пооль (Xeth Pool).
Первым из современных исследователей руины посетил немецкий путешественник Теоберт Малер, который составил о посещении отчёт и сделал несколько хороших снимков. С 2000 г. здесь проводятся систематические раскопки.

## Галерея

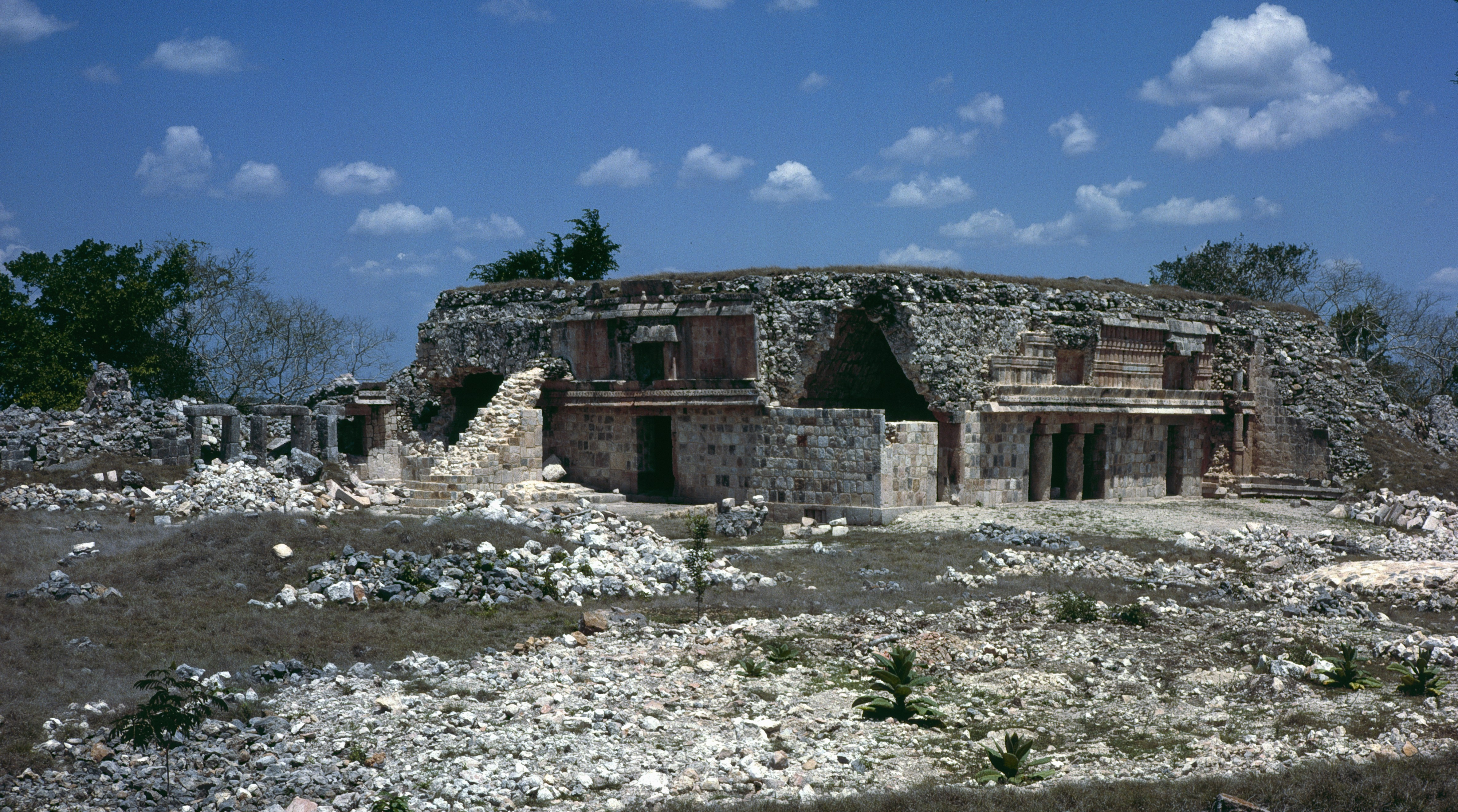
Группа Чакмультун, здание 1
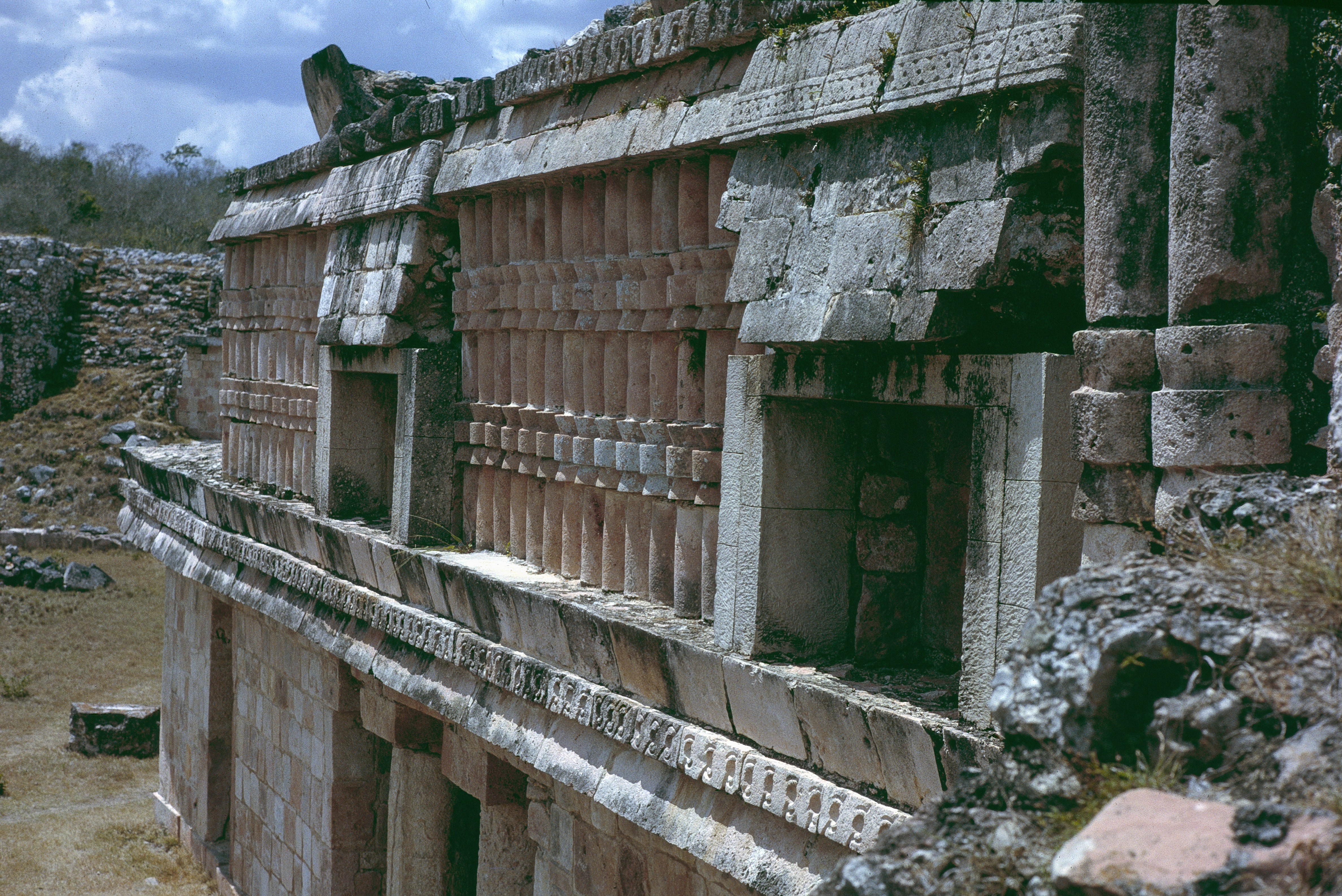
Группа Чакмультун, здание 1, деталь фасада
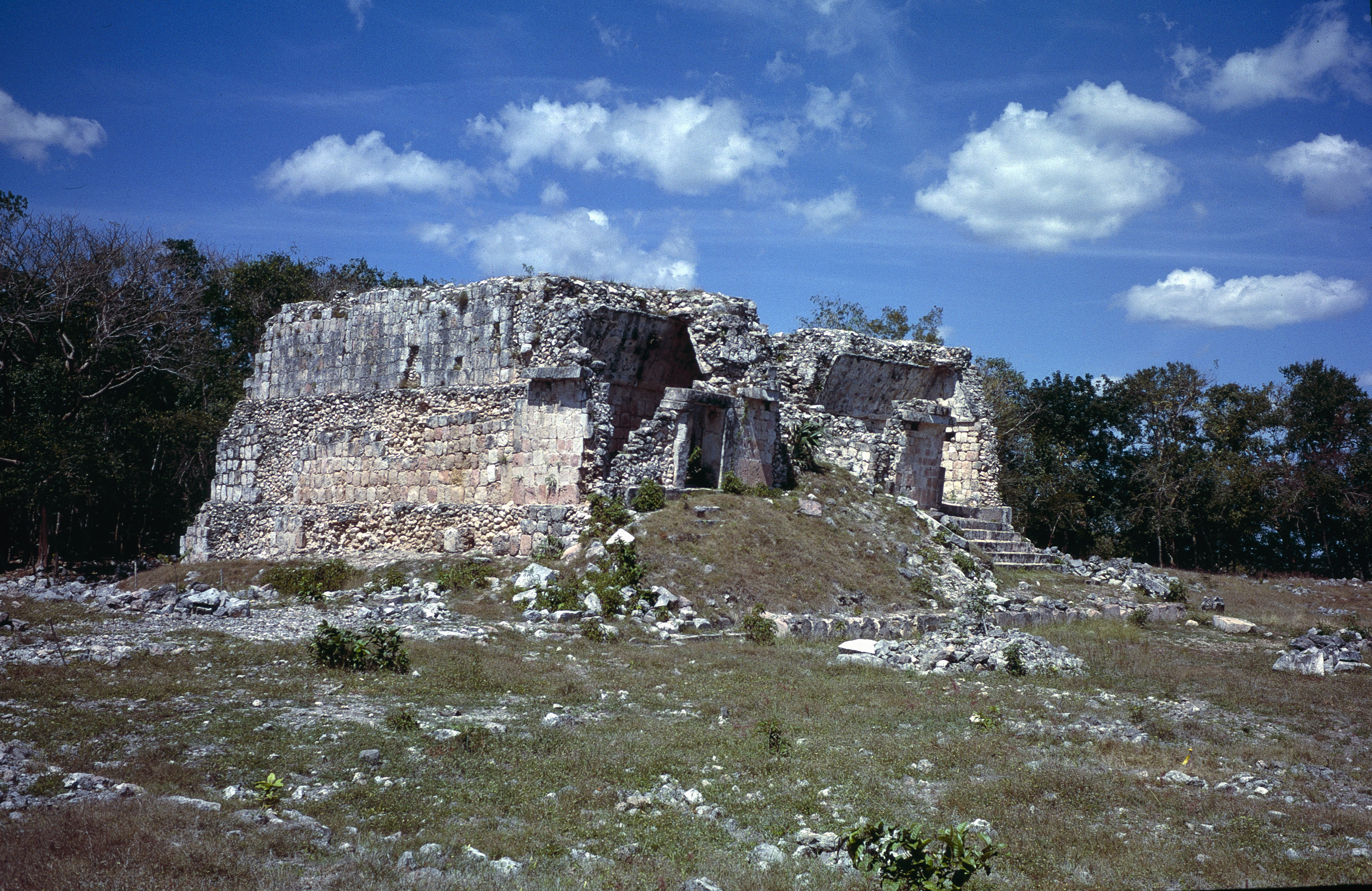
Группа Чакмультун, здание 2
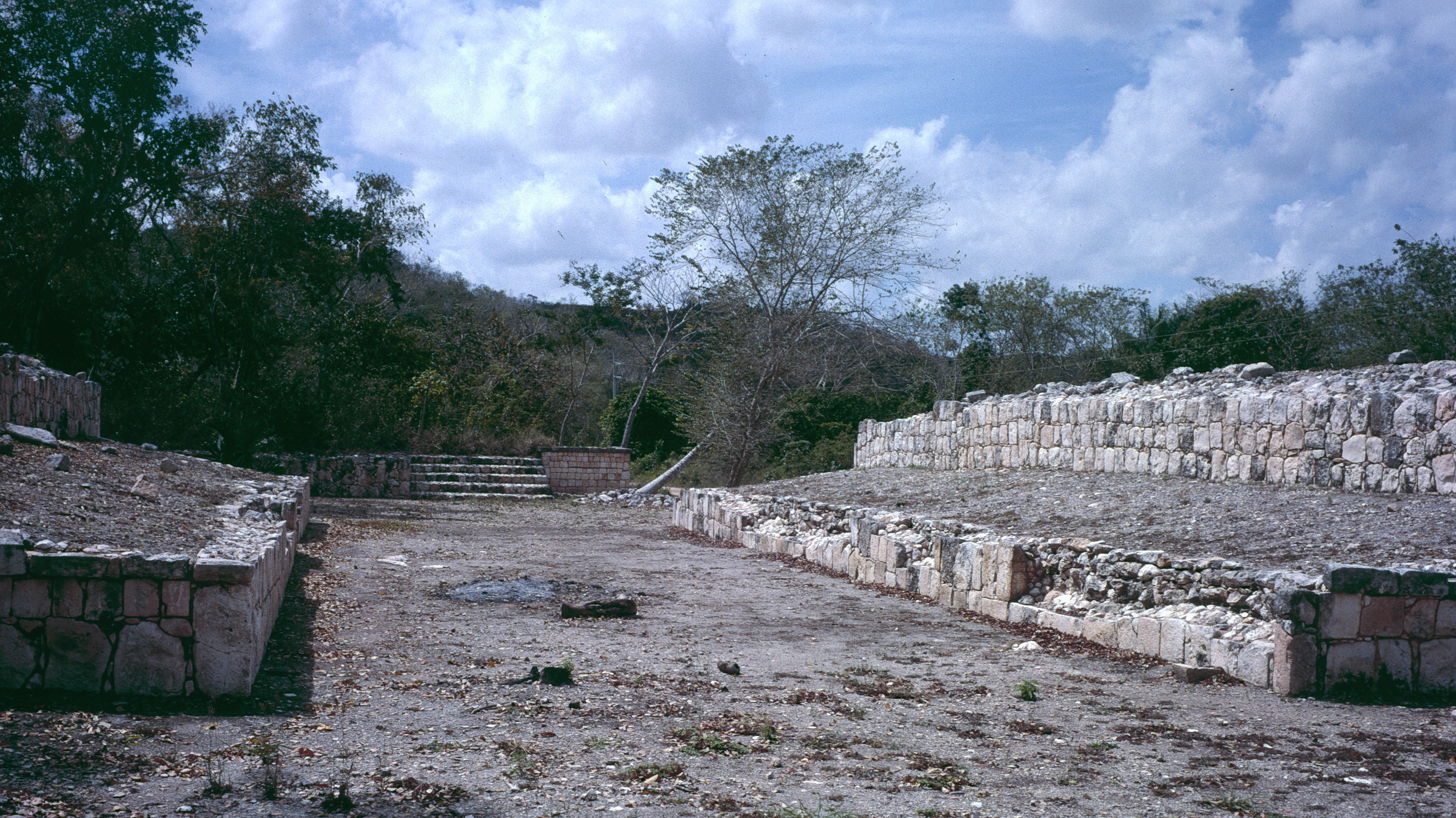
Поле для игры в мяч
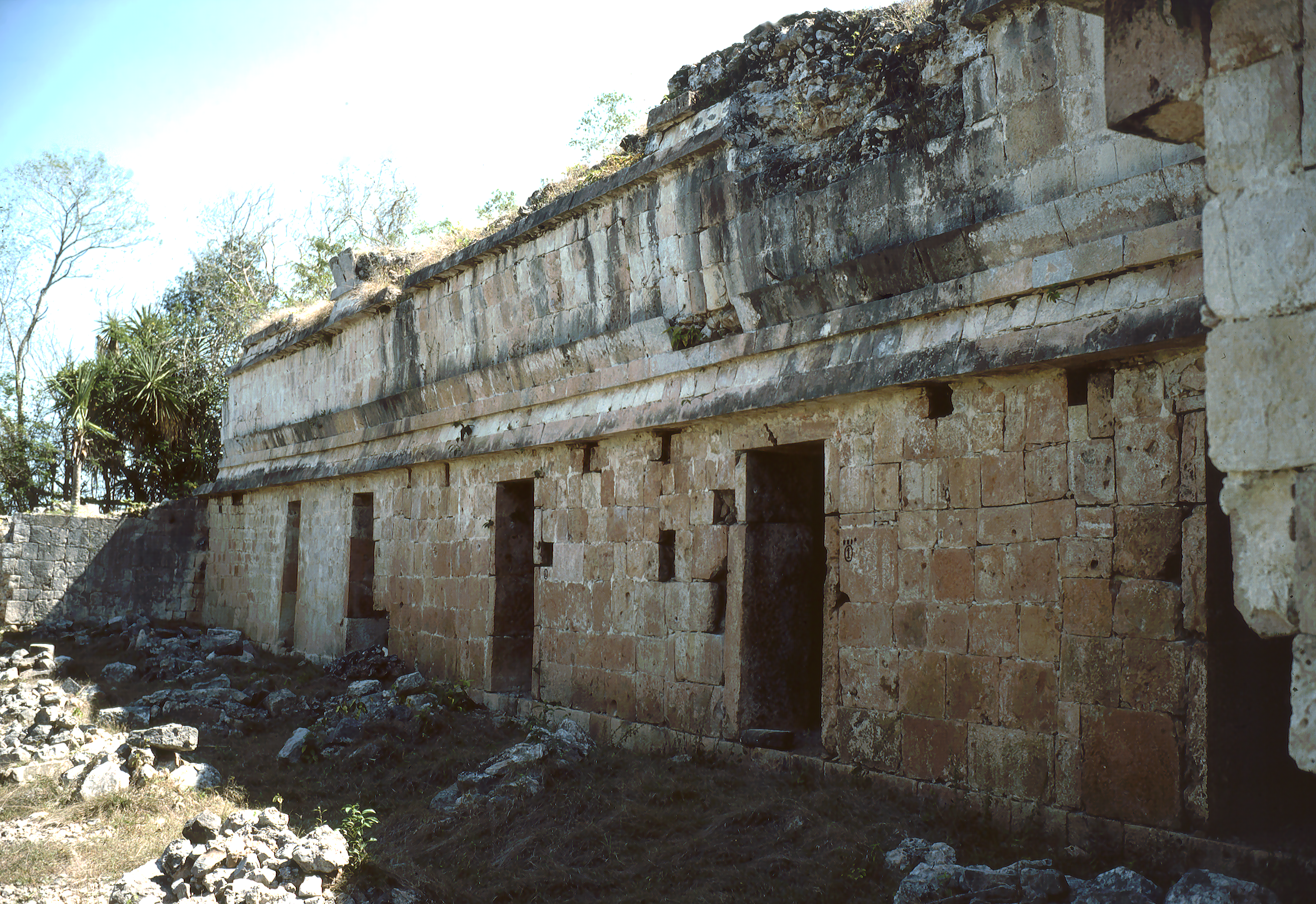
Группа Шет-Пооль, нижнее здание, центральная часть
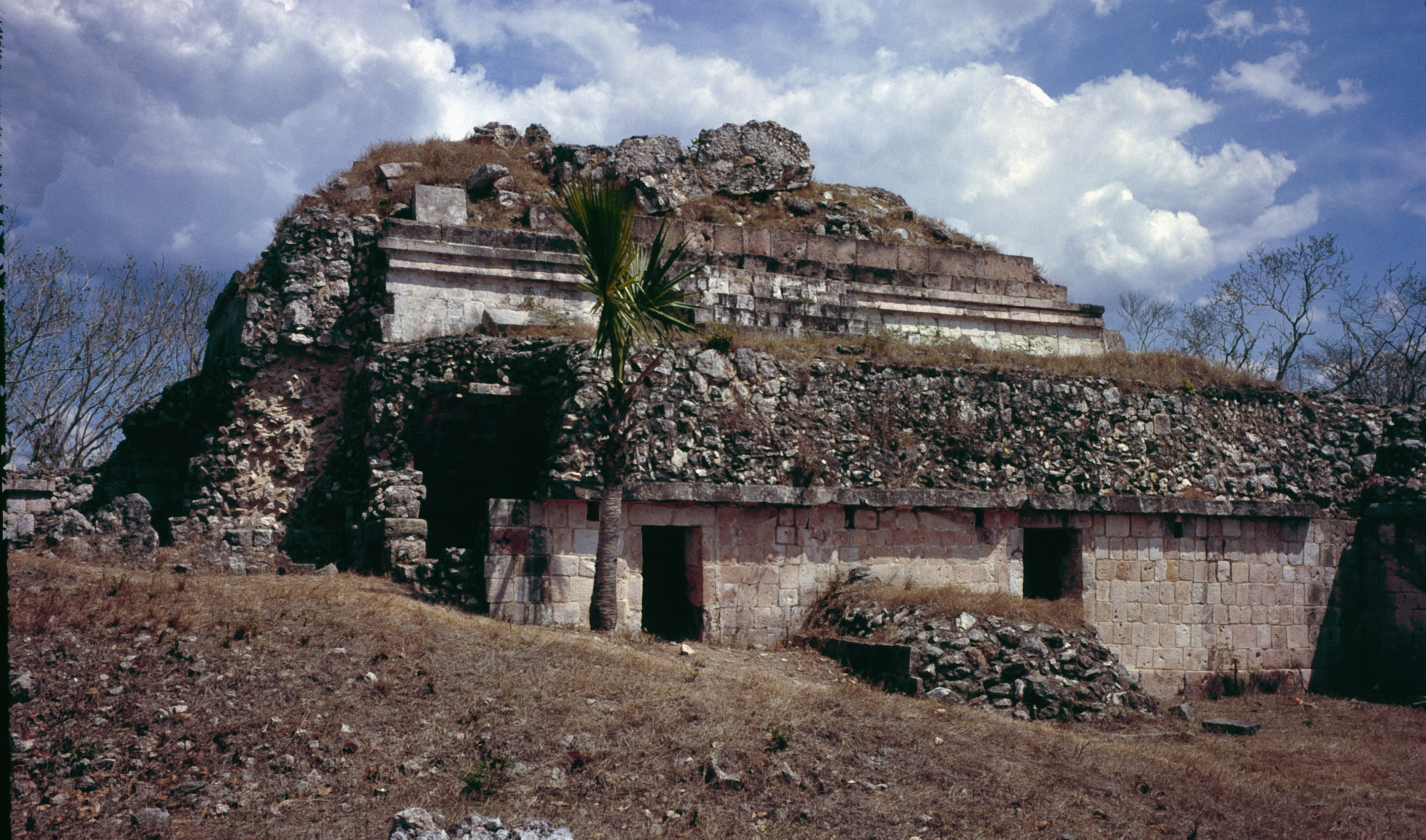
Группа Шет-Пооль, верхнее здание